# ГЕС Бад-Зеккінген
ГЕС Бад-Зеккінген (нім. Rheinkraftwerk Säckingen) — гідроелектростанція на річці Рейн на кордоні між Німеччиною та Швейцарією. Розташована між іншими ГЕС рейнського каскаду Лауфенбург (вище по течії) та ГЕС Рибург-Шверштадт.
У межах проекту, реалізованого в період 1961 по 1965 роки, Рейн перекрили греблею, у правій частині якої облаштовано машинний зал, а біля лівого берега п'ять водопропускних шлюзів. Зал обладнали чотирма турбінами типу Каплан загальною потужністю 73,6 МВт, які при напорі у 7 метрів забезпечують виробництво 490 млн кВт·год на рік.
Станція не має судноплавного шлюзу, проте на швейцарському боці наявне обладнання для транспортування через перепону суден вагою до 3,7 тони за допомогою платформи, що пересувається по рейках.
З водосховища також набирає воду ГАЕС Зеккінген.